# اکتیه‌بولاگ
اکتیه‌بولاگ (به سوئدی: Aktiebolag) اصطلاحی سوئدی برای «شرکت محدود» یا «کورپوریشن» است. هنگامی که در نام شرکت‌ها استفاده می‌شود، به‌صورت AB (در سوئد)، Ab (در فنلاند) یا A/B (برای برخی از شرکت‌های کهن‌تر) مخفف می‌شود که تقریباً معادل اختصارات Ltd. و PLC است. مرجع دولتی مسئول ثبت aktiebolag در سوئد اداره ثبت شرکت‌های سوئدی نامیده می‌شود.